# Mellana
Mellana är ett släkte av fjärilar. Mellana ingår i familjen tjockhuvuden.

## Dottertaxa tillMellana, i alfabetisk ordning[1]
- Mellana agnesae
- Mellana amicus
- Mellana angra
- Mellana balsa
- Mellana barbara
- Mellana clavus
- Mellana eulogius
- Mellana fieldi
- Mellana flavens
- Mellana freemani
- Mellana gala
- Mellana gladolis
- Mellana heberia
- Mellana helva
- Mellana inconspicua
- Mellana mella
- Mellana mellona
- Mellana meridiani
- Mellana mexicana
- Mellana monica
- Mellana montezuma
- Mellana mulleri
- Mellana myron
- Mellana nayana
- Mellana noka
- Mellana oaxaca
- Mellana pandora
- Mellana pazina
- Mellana perfida
- Mellana ricana
- Mellana rivula
- Mellana sethos
- Mellana sista
- Mellana tamana
- Mellana tecla
- Mellana verba
- Mellana villa